# Episodi di Ai confini della realtà (serie televisiva 1959) (seconda stagione)

L'inquietante corridoio dell'obitorio che attende in sogno Barbara Nichols nell'episodio Ventidue (1961), 17º della Stagione 2 de Ai confini della realtà (53º complessivo), inedito in Italia fino al 2004. È uno dei 6 episodi girati su nastro magnetico.

La seconda stagione della serie televisiva Ai confini della realtà, formata da 29 episodi, è stata trasmessa per la prima volta negli USA dal 20 settembre 1960 al 2 giugno 1961: di seguito sono elencati i riassunti e i dettagli degli episodi, i registi, gli sceneggiatori e gli interpreti.
Il numero degli episodi fu ridotto (la prima stagione era formata da 36 puntate, la terza sarà di 37) dall'emittente CBS per ridurre i costi di produzione che venivano ritenuti alti: per lo stesso motivo, 6 episodi di questa stagione vennero girati su nastro magnetico invece che su pellicola.
In Italia la stagione 2 iniziò a essere trasmessa in prima visione dalla RAI dal 1963 al 1970: solo 7 episodi vennero trasmessi dal canale di stato (e in 5 di essi vennero eliminate le presentazioni di Rod Serling). In seguito, nelle reti Fininvest, durante gli anni ottanta vennero messi in onda quasi tutti i restanti episodi, tranne 6 (proposti su Jimmy tra il 2 novembre 2003 e l'8 febbraio 2004 e disponibili solo in DVD). Nel 2015 Rai 4 ha trasmesso l'intera seconda stagione.
| nº | Titolo originale                       | Titolo italiano                   | Prima TV USA      | Prima TV Italia  |
| -- | -------------------------------------- | --------------------------------- | ----------------- | ---------------- |
| 1  | King Nine Will Not Return              | Re Nove non tornerà               | 30 settembre 1960 | '80              |
| 2  | The Man in the Bottle                  | La vecchia bottiglia              | 7 ottobre 1960    | 22 marzo 1964    |
| 3  | Nervous Man in a Four Dollar Room      | La decisione                      | 14 ottobre 1960   | '80              |
| 4  | A Thing About Machines                 | Antipatia per le macchine         | 28 ottobre 1960   | '80              |
| 5  | The Howling Man                        | Ululati nella notte               | 4 novembre 1960   | '80              |
| 6  | Eye of the Beholder                    | È bello quel che piace            | 11 novembre 1960  | '80              |
| 7  | Nick of Time                           | Appena in tempo                   | 18 novembre 1960  | '80              |
| 8  | The Lateness of the Hour               | L'ora tarda                       | 2 dicembre 1960   | 2 novembre 2003  |
| 9  | The Trouble with Templeton             | Problemi con Templeton            | 9 dicembre 1960   | '80              |
| 10 | A Most Unusual Camera                  | Un'insolita macchina fotografica  | 16 dicembre 1960  | '80              |
| 11 | The Night of the Meek                  | La notte degli umili              | 23 dicembre 1960  | 30 novembre 2003 |
| 12 | Dust                                   | La polvere                        | 6 gennaio 1961    | '80              |
| 13 | Back There                             | Viaggio nel tempo                 | 13 gennaio 1961   | 19 ottobre 1963  |
| 14 | The Whole Truth                        | Tutta la verità                   | 20 gennaio 1961   | 7 dicembre 2003  |
| 15 | The Invaders                           | Gli invasori                      | 27 gennaio 1961   | '80              |
| 16 | A Penny for Your Thoughts              | I pensieri degli altri            | 3 febbraio 1961   | 6 marzo 1963     |
| 17 | Twenty-Two                             | Ventidue                          | 10 febbraio 1961  | 4 gennaio 2004   |
| 18 | The Odyssey of Flight 33               | L'odissea del volo 33             | 24 febbraio 1961  | 21 febbraio 1970 |
| 19 | Mr. Dingle, the Strong                 | L'Ercole                          | 3 marzo 1961      | '80              |
| 20 | Static                                 | Un vecchio apparecchio radio      | 10 marzo 1961     | 5 gennaio 1963   |
| 21 | The Prime Mover                        | Testa o croce                     | 24 marzo 1961     | 9 febbraio 1966  |
| 22 | Long Distance Call                     | Chiamata interurbana              | 31 marzo 1961     | 8 febbraio 2004  |
| 23 | A Hundred Yards Over the Rim           | Oltre la duna                     | 7 aprile 1961     | '80              |
| 24 | The Rip Van Winkle Caper               | Il colpo della Bella Addormentata | 21 aprile 1961    | '80              |
| 25 | The Silence                            | Il Silenzio                       | 28 aprile 1961    | 29 febbraio 2004 |
| 26 | Shadow Play                            | Il teatro delle ombre             | 5 maggio 1961     | '80              |
| 27 | The Mind and the Matter                | La mente e la materia             | 12 maggio 1961    | '80              |
| 28 | Will the Real Martian Please Stand Up? | Chi è il vero Marziano?           | 26 maggio 1961    | 20 luglio 1969   |
| 29 | The Obsolete Man                       | Un uomo obsoleto                  | 2 giugno 1961     | '80              |

## Re Nove non tornerà
- Titolo originale: King Nine Will Not Return
- Diretto da: Buzz Kulik
- Scritto da: Rod Serling

### Trama
Africa, 1943. Il bombardiere "Re Nove" precipita nel deserto e il capitano James Embrey scopre che tutti i membri del suo equipaggio sono misteriosamente scomparsi. Anni dopo, ricoverato in ospedale, soffre di allucinazioni in cui rivede i propri compagni. Ma sono davvero solo allucinazioni? Un'infermiera, rovesciando una delle sue scarpe, scopre che è piena di sabbia.
- Interpreti: Robert Cummings (Capitano James Embry), Paul Lambert (il dottore), Gene Lyons (lo psichiatra), Seymour Green (Ufficiale britannico - non accreditato), Richard Lupino (Blake - non accreditato), Rod Serling (Narratore - non accreditato).

- Note: 37º episodio della serie.

## La vecchia bottiglia
- Titolo originale: The Man in the Bottle
- Diretto da: Don Medford
- Scritto da: Rod Serling

### Trama
Arthur ed Edna Castle, una matura coppia che gestisce un piccolo negozio d'antiquario e pegni da generazioni, s'imbatte in un genio che offre loro la possibilità di esprimere quattro desideri. Scettici e convinti che si tratti di una burla, usano il primo per una cosa da poco - la riparazione di una vetrinetta rotta. Il secondo desiderio è più sostanzioso - un milione di dollari - però si rivela inutile: i Castle ne regalano una piccola parte a vicini e clienti (60.000 dollari), mentre, quando arriva l'agente del fisco a reclamare le imposte, restano loro soli cinque dollari. Per il terzo desiderio, Arthur decide di fare le cose in grande: vuol essere capo di una potente nazione moderna nella quale non si tengano elezioni... e si ritrova a Berlino nel 1945, nei panni di Adolf Hitler, stretto d'assedio nel bunker. L'ultimo desiderio lo adopera per tornare a essere se stesso. Al termine di questa bizzarra esperienza, la coppia si ritrova nelle stesse modeste condizioni di prima, ma forse ha imparato ad apprezzare quel che possiede.
- Interpreti: Luther Adler (Arthur Castle), Vivi Janiss (Edna Castle), Joseph Ruskin (il genio).

- Note: 38º episodio della serie.

## La decisione
- Titolo originale: Nervous Man in a Four Dollar Room
- Diretto da: Douglas Heyes
- Scritto da: Rod Serling

### Trama
Jackie Rhoades, un gangster da quattro soldi nevrotico e insicuro, ha appena ricevuto dal suo capo George l'ordine di uccidere un uomo, con la minaccia di essere ucciso a sua volta. Solo in una squallida stanza d'albergo, Jackie è tormentato dalla sua coscienza, che si materializza nella sua immagine riflessa nello specchio. Il Jackie riflesso è forte, deciso, ed è questo nuovo uomo ad accogliere George quando rientra minacciosamente nella stanza. Dopo aver buttato fuori George a calci, Jackie lascia la stanza deciso a ricominciare una nuova vita, mentre il "vecchio" Jackie resta al posto dell'altro dietro lo specchio.
- Interpreti: Joe Mantell (Jackie Rhoades), William D.Gordon (George).
- Musiche di: Jerry Goldsmith.

- Note: 39º episodio della serie.

## Antipatia per le macchine
- Titolo originale: A Thing About Machines
- Diretto da: David Orrick McDearmon
- Scritto da: Rod Serling

### Trama
Lo scrittore Bartlett Finchley nutre un'irragionevole avversione per il mondo moderno e per tutti gli apparecchi legati al progresso, tanto da distruggere in preda all'ira quelli presenti nella sua casa, come il telefono, la televisione, la radio. Il suo carattere irosamente snob compromette i rapporti con i suoi simili e, dopo l'ennesima scenata in cui se l'è presa contro la macchina da scrivere, anche la segretaria che lo aveva sopportato per anni lo pianta in asso, dopo avergli consigliato di farsi curare. Rimasto solo, l'uomo è ossessionato da "messaggi" che gli arrivano dagli apparecchi di casa, contenenti tutti un invito: "Vattene da qui, Finchley!". Dopo che il rasoio, trasformatosi in serpente, ha tentato di morderlo, Finchley fugge per strada e si trova minacciato dalla sua macchina, dalle sembianze minacciosamente umane. Terrorizzato, l'uomo cade in piscina e annega. Al suo funerale partecipano poche persone.
- Interpreti: Richard Haydn (Bartlett Finchley), Barbara Stuart (Segretaria Rogers).

- Note: 40º episodio della serie.

## Ululati nella notte
- Titolo originale: The Howling Man
- Diretto da: Douglas Heyes
- Scritto da: Charles Beaumont, da una sua novella dallo stesso titolo

### Trama
La storia è ambientata nel vecchio continente, in un convento isolato dal mondo. Trovato riparo durante un temporale, un occasionale visitatore viene messo in guardia da un frate, Fratello Jerome, di non dare ascolto a un prigioniero, chiuso a chiave dentro una cella. Il visitatore però non segue il consiglio e, convinto dal prigioniero che questi è perseguitato ingiustamente, lo libera, senza rendersi conto che si tratta del Diavolo.
- Interpreti: H. M. Wynant (David Ellington), John Carradine (Fratello Jerome), Robin Hughes (il prigioniero), Friedrich von Ledebur (Fratello Cristoforo).
- Musiche di: Bernard Herrmann.

- Note: 41º episodio della serie.

## È bello quel che piace
- Titolo originale: Eye of the Beholder
- Diretto da: Douglas Heyes
- Scritto da: Rod Serling

### Trama
L'episodio si svolge all'interno di un ospedale. Una giovane donna, Janet Tyler, la cui testa è interamente avvolta dalle bende, ha subito nuovamente un'operazione di chirurgia estetica. Attorno a lei dottori e infermiere - che intravediamo appena, ombre o parti del corpo come mani e gambe - ne compatiscono il destino: se anche questa volta l'operazione non avrà avuto successo, la giovane verrà confinata con altri esseri deformi come lei, dai volti troppo ripugnanti per poter vivere in mezzo agli altri. La testa di Janet viene liberata dalle bende, si sentono espressioni di disgusto o pietà, perché il suo volto è rimasto identico: quello di una bella bionda, mentre tutti quelli che la circondano sono mostruosi incroci fra umani e suini.
- Interpreti: Maxine Stuart (Janet Tyler bendata), Donna Douglas (Janet Tyler), William D. Gordon (Dottore), Jennifer Howard (Infermiera).
- Musica di: Bernard Herrmann.

- Note: 42º episodio della serie

## Appena in tempo
- Titolo originale: Nick of Time
- Diretto da: Richard L. Bare
- Scritto da: Richard Matheson

### Trama
Don e Pat Carter, una coppia di sposini, è costretta a fermarsi in un paesino dell'Ohio a causa di un guasto all'auto su cui stavano viaggiando. Sul tavolo del caffè dove stanno trascorrendo alcune ore in attesa che venga effettuata la riparazione è posta una strana macchinetta, a forma di testa demoniaca, che in cambio di una monetina offre una predizione. Don prova a chiedere al "veggente mistico" se riuscirà a ottenere la promozione cui aspira: la macchinetta risponde positivamente e una telefonata all'ufficio conferma l'esattezza della previsione. Don allora viene colto da una specie di frenesia e inizia a chiedere al "veggente mistico" informazioni sul suo futuro, nonostante la crescente preoccupazione di Pat. Alla fine, Pat riesce a convincere il marito a ripartire verso un futuro ignoto, ma che proprio per questo può essere pieno di speranza. Nello stesso caffè, un'altra coppia prenderà posto accanto alla macchinetta del "veggente mistico".
- Interpreti: William Shatner (Don Carter), Patricia Breslin (Pat Carter).

- Note: 43º episodio della serie.
- L'episodio si segnala per la presenza di un giovanissimo William Shatner, che tornerà a essere protagonista in un altro episodio della quinta stagione, il celebre Nightmare at 20.000 feet.

## L'ora tarda
- Titolo originale: The Lateness of the Hour
- Diretto da: Jack Smight
- Scritto da: Rod Serling

### Trama
Uno scienziato vive tranquillo e beato con moglie e figlia in una bella casa, servito e riverito dalla sua numerosa servitù. In realtà tutti i domestici non sono altro che dei robot programmati per servire. La figlia del dottore un giorno si spazientisce e induce il padre a sbarazzarsi di quelle macchine, fino a quando non scoprirà una strana realtà.
- Interpreti: Inger Stevens (Jana), John Hoyt (Dottor Loren), Irene Tedrow (Signora Loren).

- Note: 44º episodio della serie.
- Primo episodio girato su nastro magnetico.

## Problemi con Templeton
- Titolo originale: The Trouble with Templeton
- Diretto da: Buzz Kulik
- Scritto da: E. Jack Neuman

### Trama
Booth Templeton è un anziano attore, sposato con una donna molto più giovane di lui. In realtà Templeton sogna di continuo, con nostalgia, i tempi in cui era sposato con Laura, la prima moglie ormai defunta.
Un giorno, uscendo dal teatro dopo un litigio con Arthur Willis, un giovane e arrogante regista, Templeton si ritrova magicamente nel 1927: sua moglie e il suo vecchio amico Barney Flueger lo stanno aspettando in un ristorante; ma il passato non si mostra così bello come Templeton lo ricordava.
- Interpreti: Brian Aherne (Booth Templeton), Pippa Scott (Laura Templeton), Charles S. Carlson (Barney Flueger), Sydney Pollack (Arthur Willis).

- Note: 45º episodio della serie.

## Un'insolita macchina fotografica
- Titolo originale: A Most Unusual Camera
- Diretto da: John Rich
- Scritto da: Rod Serling

### Trama
Due ladri dopo un furto in un negozio scoprono che fa parte della refurtiva anche una macchina fotografica che è in grado di fotografare le cose mostrandole come esse saranno alcuni minuti dopo. Alla coppia si unisce anche il fratello di lei e i tre pensano bene di sfruttare la macchina per vincere ai cavalli, ma presto si scoprirà che hanno in tutto solo 10 foto a disposizione.
- Interpreti: Jean Carson (Paula Diedrich), Fred Clark (Chester Diedrich), Adam Williams (Woodward).

- Note: 46º episodio della serie.

## La notte degli umili
- Titolo originale: Night of the Meek
- Diretto da: Jack Smight
- Scritto da: Rod Serling

### Trama
Un uomo sbarca il lunario travestendosi da Babbo Natale per allietare i bambini nei negozi di giocattoli ma un giorno, presentandosi al lavoro in ritardo ed evidentemente ubriaco, viene licenziato. L'uomo esprime così il desiderio di poter fare veramente doni per rendere felice la gente: presto troverà in una strada buia un magico sacco.
- Interpreti: Art Carney (Henry Corwin), John Fiedler (Signor Dundee), Meg Wyllie (Sorella Florence).

- Note: 47º episodio della serie.
- Secondo episodio girato su nastro magnetico.

## La polvere
- Titolo originale: Dust
- Diretto da: Douglas Heyes
- Scritto da: Rod Serling

### Trama
Nel vecchio West un giovane viene condannato a morte per aver accidentalmente travolto e ucciso una bambina con il proprio carro. Il padre del giovane acquista così a caro prezzo, da un impostore, una polvere magica che dovrebbe far perdonare suo figlio dalla collettività. La polvere non è altro che sabbia e questo desiderio non si avvererà, però la vita del giovane è destinata a non finire quel giorno.
- Interpreti: Thomas Gomez (il mercante), Vladimir Sokoloff (il padre), John Alonso (il condannato).
- Musiche di: Jerry Goldsmith.
- Note: 48º episodio della serie.

## Viaggio nel tempo
- Titolo originale: Back There
- Diretto da: David Orrick McDearmon
- Scritto da: Rod Serling

### Trama
Appena uscito da una discussione sulla possibilità di viaggiare nel tempo e di cambiare la storia, Peter si ritrova improvvisamente nel secolo  passato. Egli capirà subito di essere capitato nel giorno in cui sarà ucciso il Presidente Lincoln ma, tentando di mettere in guardia le autorità, non verrà creduto quasi da nessuno.
- Interpreti: Russell Johnson (Peter), Bartlett Robinson (William), John Lasell (l'assassino).
- Musiche di: Jerry Goldsmith.
- Note: 49º episodio della serie.

## Tutta la verità
- Titolo originale: The Whole Truth
- Diretto da: James Sheldon
- Scritto da: Rod Serling

### Trama
Un abile venditore di auto usate acquista una vecchia macchina che, secondo il suo vecchio proprietario, sarebbe stregata: chi la possiede non sarà in grado di mentire fino al giorno in cui non se ne sbarazzerà. Il venditore d'auto vede quindi crollare i propri affari.
- Interpreti: Jack Carson (il venditore), Arte Johnson (Irv), Loring Smith (l'onesto Luther Grimbley).

- Note: 50º episodio della serie.
- Terzo episodio girato su nastro magnetico.

## Gli invasori
- Titolo originale: The Invaders
- Diretto da: Douglas Heyes
- Scritto da: Richard Matheson

### Trama
Una donna anziana che vive in una isolata casa di campagna, dall'aspetto molto modesto, deve fronteggiare da sola l'assalto di minuscoli invasori spaziali, arrivati a bordo di un disco volante in miniatura. Con la forza della disperazione e usando le "armi" a sua disposizione (utensili di cucina, coltello, scopa ecc.), la donna riesce a uccidere alcuni invasori e a distruggere con un'ascia il disco prima che questo possa ripartire. 
Solo nell'ultima scena, prima della distruzione del disco, si sentono alcune frasi di dialogo: appaiono così i minuscoli invasori, in realtà astronauti della Terra, sbarcati su un pianeta dove vivono esseri giganteschi e ostili.
- Interpreti: Agnes Moorehead (la donna), Douglas Heyes (voce dell'invasore).

- Note: 51º episodio della serie.
- Agnes Moorehead, unica protagonista di questo famoso episodio in cui non pronuncia una sola parola, oltre ad avere interpretato molti ruoli da caratterista al cinema, è nota per il suo ruolo nella serie TV Vita da strega, in cui interpreta la parte di Endora, una suocera "strega" a tutti gli effetti.
- L'episodio si avvale di musiche originali di Jerry Goldsmith.

## I pensieri degli altri
- Titolo originale: A Penny for Your Thoughts
- Diretto da: James Sheldon
- Scritto da: George Clayton Johnson

### Trama
Un modesto impiegato di banca, per un caso bizzarro (lancia in aria una monetina che cadendo resta in piedi), si trova a possedere, sia pure per un breve periodo, uno straordinario potere: quello di ascoltare i pensieri di chi lo circonda. Avrà così modo di scoprire intrighi, meschinità e anche piani truffaldini, ma soprattutto i veri sentimenti di una giovane e graziosa segretaria, che prova simpatia per lui ma lo vorrebbe più deciso e sicuro di sé. L'amore della ragazza gli darà fiducia in sé stesso.
- Interpreti: Dick York (Hector B.Poole), June Dayton (Signorina Turner), Dan Tobin (E.M. Bagby), Hayden Rorke (Sykes), Cyril Delevanti (L.J. Smithers).

- Note: 52º episodio della serie.
- Il protagonista Dick York, un volto noto in TV per aver interpretato il marito di Samantha nelle prime stagioni di Vita da strega, era stato co-protagonista anche dell'episodio 19 della 1ª stagione della serie.

## Ventidue
- Titolo originale: Twenty Two
- Diretto da: Jack Smight
- Scritto da: Rod Serling, basato su una storia di Bennett Cerf

### Trama
Una ballerina, rinchiusa in ospedale per i postumi di un esaurimento nervoso, ogni notte fa lo stesso incubo: seguendo un'infermiera nel seminterrato dell'ospedale viene da essa invitata a entrare nella stanza numero 22 dove è situato l'obitorio.
Una volta dimessa dall'ospedale la ballerina andrà in aeroporto e scoprirà di dover prendere il volo 22 dove è di servizio una hostess del tutto identica all'infermiera del sogno.
- Interpreti: Barbara Nichols (Liz Powell), Jonathan Harris (Dottore), Fredd Wayne (Barney).

- Note: 53º episodio della serie.
- Quarto episodio girato su nastro magnetico.

## L'odissea del volo 33
- Titolo originale: The Odyssey of Flight 33
- Diretto da: Justus Addiss
- Scritto da: Rod Serling

### Trama
Un volo di linea sulla tratta Londra-New York inizia ad avere una strana e inspiegabile accelerazione. Fra lo stupore generale quando l'aereo arriva a New York l'equipaggio scopre che la città è ricoperta da una fitta vegetazione e vi vivono i dinosauri.
Il comandante decide così di riprendere quota e quando è di nuovo l'ora di atterrare nota che finalmente sono ricomparse le costruzioni e i grattacieli. C'è però un dettaglio: il palazzo di vetro dell'ONU non esiste e al suo posto si trova ancora il vecchio stabile dell'Esposizione Universale.
- Interpreti: John Anderson (Capt. 'Skipper' Farver), Paul Comi (Primo Ufficiale John Craig), Sandy Kenyon (Navigatore).

- Note: 54º episodio della serie.

## L'Ercole
- Titolo originale: Mr. Dingle, the Strong
- Diretto da: John Brahm
- Scritto da: Rod Serling

### Trama
Il signor Dingle è un debole di cui i frequentatori di un bar si prendono burla in continuazione. Due alieni decidono così, per esperimento, di dotarlo di una forza di 300 volte superiore a quella dell'uomo medio. Dingle mostrerà a tutti i propri incredibili poteri e riceverà anche numerose offerte economiche, la super forza non è però destinata a durare in eterno.
- Interpreti: Burgess Meredith (Dingle), Don Rickles (Scommettitore), James Westerfield (O'Toole), Douglas Spencer (il primo alieno).

- Note: 55º episodio della serie.

## Un vecchio apparecchio radio
- Titolo originale: Static
- Diretto da: Buzz Kulik
- Scritto da: Charles Beaumont (sceneggiatura) e Oceo Ritch (soggetto) (accreditato come OCee Ritch)

### Trama
In una casa di riposo un uomo è stufo della televisione e così ritrova una vecchia radio. Chiuso nella propria stanza scopre che l'apparecchio emette segnali provenienti dal passato: sarà l'occasione per ripensare con nostalgia ai tempi in cui era giovane e innamorato.
- Interpreti: Dean Jagger (Ed Lindsay), Carmen Matthews (Vinnie), Robert Emhardt (Professor Ackerman).

- Note: 56º episodio della serie.
- Quinto episodio girato su nastro magnetico.

## Testa o croce
- Titolo originale: The Prime Mover
- Diretto da: Richard L. Bare
- Scritto da: Charles Beaumont

### Trama
Due gestori di un bar vedono un'auto cappottarsi davanti al locale. Uno dei due uomini, con la sola forza del pensiero, riesce a far capovolgere il mezzo traendo in salvo i due occupanti. Il socio ha l'idea di sfruttare questa capacità dell'uomo per vincere al gioco; così si recano al Casinò, dove arricchirsi al gioco dei dadi sembra fin troppo facile.
- Interpreti: Dane Clark (Ace Larsen), Buddy Ebsen (Jimbo Cobb), Christine White (Kitty Cavanaugh).

- Note: 57º episodio della serie.

## Chiamata interurbana
- Titolo originale: Long Distance Call
- Diretto da: James Sheldon
- Scritto da: Charles Beaumont e Bill Idelson (accreditato come William Idelson)

### Trama
Billy è un bambino molto legato all'anziana nonna paterna, che il giorno del suo 5º compleanno gli regala un telefono giocattolo. Di lì a breve la donna muore ma il piccolo è fortemente convinto di poter comunicare con lei parlando nel telefono giocattolo; la madre del bambino è molto preoccupata di questa stranezza del figlio e in effetti dopo poco tempo Billy tenta due volte il suicidio pur di raggiungere la cara nonna.
- Interpreti: Bill Mumy (Billy), Philip Abbott (il padre), Patricia Smith (Sylvia Bayles).

- Note: 58º episodio della serie
- Sesto episodio girato su nastro magnetico.

## Oltre la duna
- Titolo originale: A Hundred Yards Over the Rim
- Diretto da: Buzz Kulik
- Scritto da: Rod Serling

### Trama
1847: una carovana di pionieri si sta muovendo dall'Ohio verso la California, ma dopo 11 mesi di cammino non sembrano aver trovato altro che deserto, sete e una grave malattia per il figlio del capo-spedizione. I membri della carovana sembrano decisi a tornare indietro ma il capo-spedizione è convinto di poter arrivare alla meta. L'uomo decide così di recarsi da solo oltre una duna di sabbia per vedere al di là; il panorama che gli si presenta è tutt'altro che ottocentesco: elettrodotti, una strada asfaltata e persino un bar, dove verrà a conoscere cose molto importanti.
- Interpreti: Cliff Robertson (Christian Horn), Miranda Jones (Martha Horn), John Crawford (Joe), John Astin (Charlie).

- Note: 59º episodio della serie.

## Il colpo della Bella Addormentata
- Titolo originale: The Rip Van Winkle Caper
- Diretto da: Justus Addiss
- Scritto da: Rod Serling

### Trama
Quattro ladri riescono ad assaltare un treno in mezzo al deserto e rubano lingotti d'oro per un valore di un milione di dollari. Certi che altrimenti verrebbero trovati e arrestati, i malviventi seguono il consiglio di uno di loro che dice di avere un piano infallibile: rinchiudersi in una grotta contenente quattro bare di cristallo, nelle quali pare sia possibile restare addormentati per ben cento anni. Seppur titubanti tutti e quattro accettano e iniziano un lungo sonno. Un secolo più tardi in tre si svegliano mentre uno è morto, il gruppo inizia così a muoversi verso la civiltà.
- Interpreti: Oscar Baregi (Farwell), Simon Oakland (De Cruz), John Mitchum (Erbie).

- Note: 60º episodio della serie.

## Il silenzio
- Titolo originale: The Silence
- Diretto da: Boris Sagal
- Scritto da: Rod Serling

### Trama
In un club di lusso un vecchio socio non sopporta affatto un giovane membro con il pessimo difetto di chiacchierare in continuo. I due fanno così una strana scommessa: se il giovane riuscisse a rimanere in completo silenzio per un anno riceverebbe un premio di 500.000 dollari, l'uomo farà di tutto per vincere.
- Interpreti: Franchot Tone (Col. Taylor), Liam Sullivan (Jamie Tennyson), Jonathan Harris (George Alfred).

- Note: 61º episodio della serie.

## Il teatro delle ombre
- Titolo originale: Shadow Play
- Diretto da: John Brahm
- Scritto da: Charles Beaumont

### Trama
Un uomo viene condannato a morte sulla sedia elettrica per aver commesso un omicidio. L'imputato implora però il procuratore di riaprire il caso perché, se fosse realmente ucciso, tutti morirebbero in quanto la realtà che li circonda sarebbe solo frutto di un suo sogno: le sue argomentazioni sono molto realistiche.
- Interpreti: Dennis Weaver (Adam Grant), Harry Townes (Henry), Wright King (Paul Carson).

- Note: 62º episodio della serie.

## La mente e la materia
- Titolo originale: The Mind and the Matter
- Diretto da: Buzz Kulik
- Scritto da: Rod Serling

### Trama
L'impiegato Archibald Beechroft è talmente stressato dalla vita quotidiana e dalla continua e fastidiosa presenza delle persone che sogna di poter far scomparire tutta la gente.  Grazie ai consigli letti in un libro capisce che, grazie a una forte concentrazione, è possibile ottenere anche questo insolito desiderio.
- Interpreti: Shelley Berman (Archibald), Jack Grinnage (Henry).

- Note: 63º episodio della serie.

## Chi è il vero Marziano?
- Titolo originale: Will the Real Martian Please Stand Up?
- Diretto da: Montgomery Pittmann
- Scritto da: Rod Serling

### Trama
La polizia viene avvertita dell'atterraggio di un oggetto volante non identificato e delle tracce sembrano portare in un cafè. All'interno del locale la polizia avvia un'insolita indagine per capire se fra i clienti vi è qualcuno non proprio terrestre.
- Interpreti: Morgan Jones (Dan Perry), John Archer (Bill Paddgett), John Hoyt (Ross), Barney Phillips (Haley).

- Note: 64º episodio della serie.

## Un uomo obsoleto
- Titolo originale: The Obsolete Man
- Diretto da: Elliot Silverstein
- Scritto da: Rod Serling

### Trama
Sotto un regime dittatoriale il bibliotecario Romney è posto sotto processo per essere obsoleto (infatti in quella forma di stato dispotica i libri sono stati aboliti e la professione di bibliotecario è divenuta inutile).
Il giudice condanna a morte Romney, ma l'imputato chiede di poter essere l'unico a sapere anzitempo il modo in cui sarà ucciso e che l'esecuzione avvenga in diretta TV. Poco prima dell'esecuzione Romney chiede che il giudice vada a fargli visita.
- Interpreti: Burgess Meredith (Romney), Fritz Weaver (il giudice).

- Note: 65º episodio della serie.